# Anneke von der Lippe
Pour les articles homonymes, voir Lippe.
Anneke von der Lippe, née le 22 juillet 1964 à Oslo, est une actrice norvégienne.

## Biographie

### Formation
- Faculté des arts d'Oslo

## Filmographie partielle

### Au cinéma
- 1992 : Le Cœur du guerrier : Ann Mari Salmi
- 1992 : Krigerens hjerte : Ann Mari Salmi
- 1992 : Flaggermusvinger : Sella [Felen i ville skogen]
- 1994 : Over stork og stein : Liv
- 1994 : Eating Out : Julie
- 1995 : Love & Hate - European Stories 1: Sara : Hanne
- 1995 : Pan : Eva
- 1996 : Eremittkrepsen : Mother (voix)
- 1997 : Barbara : Barbara
- 1998 : Bare skyer beveger stjernene : Mother
- 1999 : Misery Harbour : Jenny
- 2000 : Hver søndag hos mor : Benedicte
- 2001 : Lime : Bonnie
- 2005 : Touched : The Woman
- 2006 : Klippan i livet : Nora
- 2006 : Trigger : Tone
- 2007 : Interlude : Mor
- 2008 : Lønsj : Karin
- 2008 : Ulvenatten : Kristin Bye
- 2008 : De Gales hus : Hedda
- 2008 : En eaux troubles (DeUsynlige) : Sissel
- 2009 : Engelen : Fostermor
- 2010 : Malika : Doctor Iben
- 2010 : Pax : Susan
- 2010 : The Last Norwegian Troll : The Three Brother Goats (voix)
- 2012 : Livet Utenfor : Ylva
- 2013 : Victoria : Johannes mor
- 2013 : Reckless : Mom
- 2015 : De nærmeste : Anna
- 2022 : Troll de Roar Uthaug : la Première Ministre

### À la télévision
- 2014 : Témoin sous silence (Øyevitne) : Helen Sikkeland (mini-série)
- 2020 : Atlantic Crossing : Ragni Østgaard
- 2021 : The Girl From Oslo (Bortført) (Netflix) : Alex Bakke, ancienne négociatrice et mère de Pia
- 2025 : La Roturière (Harald og Sonja) (Prime Video) : Dagny Haraldsen

## Distinctions
- 1992 : Prix Amanda : meilleure actrice pour Krigerens hjerte
- 1993 : Filmkritikerprisen
- 1995 : Prix Amanda : meilleure actrice pour Over stork og stein
- 1995 : Prix Amanda : meilleure actrice pour Pan
- 1998 : Shooting Star de la Berlinale
- 2015 : International Emmy Award de la meilleure actrice pour Témoin sous silence